# Sam Bettens
Pour les articles homonymes, voir Bettens.
 (juin 2020).
Si vous disposez d'ouvrages ou d'articles de référence ou si vous connaissez des sites web de qualité traitant du thème abordé ici, merci de compléter l'article en donnant les références utiles à sa vérifiabilité et en les liant à la section « Notes et références ».
Sam Bettens (né Sarah Bettens le 23 septembre 1972) est un chanteur belge connu notamment grâce au groupe K's Choice.

## Biographie

### Les débuts
Enfant, Sam chantait devant le miroir des chansons du groupe ABBA et de Donna Summer. Plus tard Sam est devenu fan d'Annie Lennox. Gert, le frère aîné, a plutôt été influencé par The Police, The Smiths et Lloyd Cole. Sam joue aussi dans un groupe, The Basement Plug. Sam répéta et chanta avec ce groupe. Un de leurs concerts fut enregistré et la cassette donnée à Rocco Granata, le père d’une de ses amies. Cet artiste belge, découvrant son talent, mis en contact avec la maison de disques « Double T Music ».
En 1992, Sam enregistra sous le pseudonyme de Sara Beth le titre « I’m so lonesome I could cry » une reprise de Hank Williams pour la bande originale d’un film belge. Ce single fut un succès en Belgique et entra dans le top 5. La maison de disques lui proposa alors de travailler sur un autre titre. Sam enregistra avec Frankie Miller pour une autre BO, une reprise de Ry Cooder, Why Don't You Try Me.
Rapidement, la maison de disques lui proposa un contrat pour produire son propre album. Sam décida de travailler avec son frère Gert.

### Avec K's Choice
C'est ainsi que le groupe THE CHOICE prit naissance. Ils enregistrèrent alors leur premier album, The Great Subconscious Club avec le producteur belge Jean Blaute sous le label DoubleT. Ce fut un succès en Belgique. Ils furent alors contactés par Epic pour un contrat international. L'album sort aux États-Unis et est suivi d’une tournée sur ce continent. Le nom THE CHOICE désignant également plusieurs autres groupes, il fut décidé d’en changer. THE CHOICE devint alors K’s Choice, le K désignant Joseph K. le héros du Procès, le livre de Kafka. Joseph K est une victime du système politique incapable de faire ses propres choix. Le K est donc ironique, puisque Sam et Gert font eux leurs propres choix et ils le prouvent ! (Selon une autre version de l'histoire, le groupe aurait essayé toutes les lettres de l’alphabet avant d’opter pour le K qui était la lettre qui sonnait le mieux.)
En 1995, ils enregistrent leur deuxième album, Paradise In Me, toujours avec Jean Blaute. Le single Not An Addict deviendra très vite un succès international, restant plusieurs mois en bonne position dans les hit-parades (il restera 30 semaines au classement rock du Billboard, atteignant la cinquième place). Cependant Epic refuse de sortir l'album aux États-Unis jugeant qu'il y a trop de guitare. K's Choice cherche alors en vain une autre maison de disques. Mais à la suite de leur prestation remarquée au Pinkpop Festival en Hollande, Alanis Morissette, alors très en vogue avec son album Jagged Little Pill, leur demande de faire la première partie de sa tournée américaine. Ils acceptèrent sans aucune hésitation ; c’est ainsi que la sortie américaine de Paradise In Me fut possible.
Après une tournée autour du globe, Cocoon Crash, enregistré à Bruxelles, produit par Gil Norton (Pixies, Foo Fighters, Counting Crows) sort en novembre 1997. Cocoon Crash montre la capacité du duo de compositeurs à mélanger les styles, en passant facilement d'un rock très énervé à un titre acoustique accompagné de violoncelles ou d'une simple guitare sèche. Cet album a été suivi de Extra Cocoon - All Access, un CD en édition limitée qui contient des vidéos et des titres inédits, lives et versions acoustiques.
En 2000, avec Almost Happy dirigé par le duo Marshall Bird et Steve Bush, ils signent un opus plus calme que les précédents. Après plusieurs tournées (notamment la première partie des Indigo Girls, les idoles de ), ils sortent Losing You, le titre exclusif de l'album 10 en 2004. Cette compilation sort à l'occasion des 10 ans du groupe et comporte quelques-uns de leurs succès et des titres inédits. Le DVD du groupe est lancé également en 2004, avec un concert et des vidéos du groupe.
Après une tournée européenne en 2002, Sam & Gert décidèrent de poursuivre deux carrières distinctes pour coller au plus près à leur inspirations musicales. Sam Bettens se lance dans un nouveau challenge, en entamant une carrière solo d'auteur-compositeur-interprète.

### Carrière solo
Il reçoit un bon accueil en Belgique et aux Pays-Bas pour son single Someone to Say Hi To. Cette chanson est le titre phare du film hollandais, nommé aux oscars, Zus & Zo.
Il sort un maxi Go en été 2004, de 5 chansons dont le titre phare Fine. Son album Scream sorti en mars 2005 a été suivi par de nombreux concerts au Benelux. Le chanteur a écrit notamment un texte, Not insane, dans lequel il évoque les ragots journalistiques. Scream est le premier album du chanteur dont sa part dans la composition est très grande. Il y joue aussi de la guitare pour la première fois enregistrée. La tournée européenne de promotion de l'album a quant à elle été réalisée en avril 2006.
Le deuxième album solo de Sam Bettens, Shine, est sorti le 9 octobre 2007 en France, et le 2 novembre 2007 en Belgique, chez Naïve. Le premier single extrait de cet album Daddy's Gun est sorti le 18 juin. Sa sortie a été suivie par différents concerts aux États-Unis ainsi qu'une tournée des festivals européens.
Le deuxième single I Can't Get Out est diffusé sur les ondes depuis le mois de septembre. Une chanson très personnelle dans laquelle le chanteur évoque la découverte de son attirance pour les femmes. En Belgique, la sortie de l'album a été très médiatisée. À l'image de Prince en Grande-Bretagne qui avait choisi ce mode de distribution, Shine a été vendu avec le quotidien flamand De Morgen en octobre 2007 ce qui a permis à Sam d'écouler 180 000 exemplaires de son album en une journée.
En 2008, Sam Bettens a sorti un album acoustique Never Say Goodbye, commercialisé en même temps que sa tournée hivernale.
Pour 2009, il enregistrera avec son frère un nouvel album de K's Choice tout en continuant ses projets solo.

### Avec Rex Rebel
En 2017, Sam Bettens, Reinout Swinnen et Wim Van der Westen fondent le groupe Rex Rebel. Le 28 février 2020, ils sortent "Run", leur premier album

### Vie privée
Sam Bettens partage sa vie avec Stef Kramer ; le couple a quatre enfants.
Sam, né fille, fait son coming out trans en mai 2019. Afin de faire comprendre son genre et d'aider chacun de ses fans à accepter ce changement, Sam créé un V-log sur Youtube.

## Discographie

### Single
| Année | Chanson | Émission / Événement    |
| ----- | ------- | ----------------------- |
| 2021  | Brother | Belpop Helden (Radio 1) |

### Duos  / Collaborations
| Année | Artiste               | Chanson            | Émission / Événement |
| ----- | --------------------- | ------------------ | -------------------- |
| 1999  | Anouk                 | I alone            | -                    |
| 2008  | Milow                 | You don't know     | Concert At Sea 2008  |
| 2016  | Niels Geusebroek (nl) | All I want         | -                    |
| 2018  | Ozark Henry           | I’m your sacrifice | -                    |
| 2021  | Stan Van Samang (nl)  | Not easy to be me  | -                    |

### Reprises hors album
| Année | Artiste        | Chanson          | Émission / Événement   |
| ----- | -------------- | ---------------- | ---------------------- |
| 2006  | Snow Patrol    | Chasing cars     | Never say goodbye tour |
| 2006  | Counting Crows | Long december    | Never say goodbye tour |
| 2006  | Jacques Brel   | Ne me quitte pas | Never say goodbye tour |

## Vidéo
- It's alright en acoustique, filmé par Les Grands Manitous (voir la vidéo)
- I can't get out en acoustique, filmé par Les Grands Manitous (voir la vidéo)
- La Maroquinerie + Itw, filmé par Les Grands Manitous (voir la vidéo)